# Abdelkader Zaddem
Abdelkader Zaddem (in arabo عبد القادر زدام‎?; 29 giugno 1944) è un ex mezzofondista tunisino.

## Biografia
Il suo miglior risultato fu l'ottavo posto nella finale dei 10000 metri ai Giochi della XX Olimpiade. Vinse poi la medaglia d'oro ai VII Giochi del Mediterraneo  del 1975, stabilendo il record dei giochi con il tempo di 28:27.0 sui 10000 metri di corsa, record che mantenne fino al 1991. Vinse anche due medaglie d'oro ai Campionati del Magreb del 1973 ed una a quelli del 1975. Partecipò diverse volte ai Campionati mondiali di corsa campestre, ottenendo un 19º posto nel 1974 ed un dodicesimo nel 1975.
Il suo record personale sui 10000 metri è 28.14.8, ottenuto nel 1972 ai Giochi olimpici. Il tempo di 13.31.2 è il suo record sui 5000 metri, ottenuto nel giugno 1976 a Saint-Maur.

## Altre competizioni internazionali
1973
- Oro al Trofeo Sant'Agata ( Catania)

1974
- Oro al Trofeo Sant'Agata ( Catania)

1975
- Oro al Trofeo Sant'Agata ( Catania)